# Gallargues-le-Montueux
 Gallargues-le-Montueux  es una población y comuna francesa, situada en la región de Languedoc-Rosellón, departamento de Gard, en el distrito de Nimes y cantón de Rhôny-Vidourle.

## Demografía
| 1312 | 1354 | 1324 | 1633 | 1988 | 2303 |
| Para los censos de 1962 a 1999 la población legal corresponde a la población sin duplicidades (Fuente: INSEE [Consultar]) |      |      |      |      |      |